# Mikhàilov
Mikhàilov - Михайлов (rus) - és un khútor, un poble, de la República d'Adiguèsia, a Rússia. Es troba a la vora esquerra del riu Ulka, a 7 km al sud-est de Khakurinokhabl i a 41 km al nord de Maikop, la capital de la república.
Pertany al municipi de Zariovo.